# Ana Maria Guran
Ana Maria Guran (n. 6 octombrie 1995, Câmpina) este o actriță română de scenă și film. La Gala Premiilor Gopo din 2016, a fost nominalizată pentru premiul de cea mai bună actriță și premiată cu titlul de tânără speranță pentru prestația de debut cinematografic din filmul Lumea e a mea.

## Biografie
Născută în Câmpina, Ana Maria este fiica omului politic Virgil Guran. A absolvit Colegiul Național Nicolae Grigorescu din Câmpina și a urmat cursurile UNATC, ulterior obținând și un Master în actorie.

## Filmografie
- 2016 — Lumea e a mea, regia Nicolae Constantin Tănase, debut cinematografic în rolul Larisei.[6]
- 2023 Romina, VTM